# Babe, Sopot
Babe (izvirno srbsko Бабе) je naselje v Srbiji, ki upravno spada pod Mestno občino Sopot; slednja pa je del Mesta Beograd.

## Demografija
V naselju živi 282 polnoletnih prebivalcev, pri čemer je njihova povprečna starost 48,2 let (47,1 pri moških in 49,2 pri ženskah). Naselje ima 129 gospodinjstev, pri čemer je povprečno število članov na gospodinjstvo 2,57.
To naselje je v glavnem srbsko (glede na popis iz leta 2002).
|  |

| Demografija | Demografija     | Demografija     |
| Leto        | Št. prebivalcev | Št. prebivalcev |
| ----------- | --------------- | --------------- |
|             |                 |                 |
|             |                 |                 |
|             |                 |                 |
|             |                 |                 |
| 1948        | 606             |                 |
| 1953        | 632             |                 |
| 1961        | 532             |                 |
| 1971        | 371             |                 |
| 1981        | 297             |                 |
| 1991        | 278             | 276             |
| 2002        | 340             | 332             |
|             |                 |                 |

| Etnična sestava po popisu iz leta 2002 | Etnična sestava po popisu iz leta 2002 | Etnična sestava po popisu iz leta 2002 | Etnična sestava po popisu iz leta 2002 | Etnična sestava po popisu iz leta 2002 |
| -------------------------------------- | -------------------------------------- | -------------------------------------- | -------------------------------------- | -------------------------------------- |
| Srbi                                   | Srbi                                   |                                        | 315                                    | 94,87%                                 |
| Makedonci                              | Makedonci                              |                                        | 5                                      | 1,50%                                  |
| Ukrajinci                              | Ukrajinci                              |                                        | 4                                      | 1,20%                                  |
| Hrvati                                 | Hrvati                                 |                                        | 2                                      | 0,60%                                  |
| Jugoslovani                            | Jugoslovani                            |                                        | 2                                      | 0,60%                                  |
| Črnogorci                              | Črnogorci                              |                                        | 1                                      | 0,30%                                  |
| Neznano                                | Neznano                                |                                        | 0                                      | 0,0%                                   |